# 施托默尔恩
施托默尔恩（德語：Stommeln，發音：[ˈʃtɔml̩n]）是德国北莱茵-威斯特法伦州普爾海姆的市辖区，面积11.89平方千米，2025年2月28日人口为8,592人。施托默尔恩原为一独立市镇，1975年1月1日，施托默尔恩并入普尔海姆。